# 227 aC
El 227 aC va ser un any del calendari romà prejulià. Durant la República i l'Imperi Romà, era conegut com a any del consolat de Flac i Règul (o també any 527 ab urbe condita). L'ús del nom «227 aC» per referir-se a aquest any es remunta a l'alta edat mitjana, quan el sistema Anno Domini va ser el mètode de numeració dels anys més comú a Europa.

## Esdeveniments

### Antiga Grècia
- Aristòmac II, tirà d'Argos, s'uneix a la Lliga Aquea i és nomenat estrateg de la Lliga i dirigeix la guerra contra Cleòmenes III d'Esparta. La Lliga Aquea, amb un exèrcit de vint mil homes i mil cavallers es va troba amb les forces de Cleòmenes prop de Pal·làncion. Cleòmenes només te 5000 homes, però Aristòmac, per consell d'Àrat de Sició rebutja la batalla, ja que els espartans són guerrers superiors. Moralment això és una victòria per Cleòmenes.[2]
- Aristòmac II, enfrontat a Arat de Sició abandona el comandament i es passa a Cleòmenes, que l'ajuda a conquerir Argos i recuperar la tirania.[3]
- Arquidam V, rei d'Esparta de la dinastia euripòntida, puja al tron després de l'accés de Cleòmenes III, amb el suport d'Àrat de Sició, que buscava debilitar el poder dels èfors. Però Arquidam és assassinat poc després del seu retorn pels mateixos que havien mort a son germà Agis IV, Leònides II i els èfors i que temien la seva venjança.[4]
- Cleòmenes III associa al regne d'Esparta al seu germà Euclides.[5]

### Antiga Roma
- Aquest any són elegits cònsols Publi Valeri Flac i Marc Atili Règul. Durant el seu mandat any no hi ha cap esdeveniment d'importància.[6]
- Amb la conquesta dels primers territoris fora de la península itàlica es creen dos nous pretors per administrar de les noves províncies de Sicília i Còrsega i Sardenya.[6]
- Aquest any (data probable) s'aprova la Lex Scantinia, que castiga l'anomenat pecatus nefandus (pederàstia, homosexualitat, etc.) amb una forta multa.[7]

### Península Ibèrica cartaginesa
- Hasdrúbal, gendre d'Hamílcar Barca, que a la mort del seu sogre havia assumit el comandament de l'exèrcit cartaginès a la conquesta cartaginesa d'Hispània, funda Qart-Hadast coneguda pels romans amb el nom de Cartago Nova en un port natural proper a les mines de plata, i més pròxima a Cartago que Gadir, i es fa construir un palau.[8]

## Necrològiques
- Antíoc Híerax, rei d'una part dels dominis selèucides. Era fill d'Antíoc II Teos i de Laodice, i germà de Seleuc II Cal·linic. Àtal I de Pèrgam l'havia vençut i fuig cap a Egipte o potser cap a Tràcia. Mor, segurament aquest any, a mans d'uns lladres.[9]